# Загребельська сільська рада
Загребе́льська сільська́ ра́да — адміністративно-територіальна одиниця та орган місцевого самоврядування в Сосницькому районі Чернігівської області. Адміністративний центр — село Загребелля.

## Загальні відомості
Загребельська сільська рада утворена у 1917 році.
- Територія ради: 57,66 км²
- Населення ради: 1 022 особи (станом на 2001 рік)

## Населені пункти
Сільській раді були підпорядковані населені пункти:
- с. Загребелля
- с. Гапішківка
- с. Масалаївка

## Склад ради
Рада складалася з 14 депутатів та голови.
- Голова ради: Чепурний Денис Миколайович
- Секретар ради: Сиворакша Наталія Володимирівна

### Керівний склад попередніх скликань
| Прізвище, ім'я, по батькові | Основні відомості                                                 | Дата обрання | Дата звільнення |
| --------------------------- | ----------------------------------------------------------------- | ------------ | --------------- |
| Мучта Юрій Володимирович    | Сільський голова, 1962 року народження, безпартійний              | 26.03.2006   | 31.10.2010      |
| Чепурний Денис Миколайович  | Сільський голова, 1976 року народження, освіта вища, безпартійний | 15.05.2011   |                 |

Примітка: таблиця складена за даними сайту Верховної Ради України

### Депутати
За результатами місцевих виборів 2010 року депутатами ради стали:

#### За суб'єктами висування
| Суб'єкт висування                                       | Кількість обраних депутатів | %    |
| ------------------------------------------------------- | --------------------------- | ---- |
| Партія регіонів                                         | 6                           | 42,9 |
| Політична партія Всеукраїнське об'єднання «Батьківщина» | 5                           | 35,7 |
| Політична партія «Сильна Україна»                       | 1                           | 7,1  |
| Самовисування                                           | 1                           | 7,1  |
| Соціалістична партія України                            | 1                           | 7,1  |

#### За округами
| № округу                                                | Прізвище, ім'я, по батькові     | Дата визнання обраним | Освіта             | Партійна приналежність                        | Відомості про обраного депутата                                 |
| ------------------------------------------------------- | ------------------------------- | --------------------- | ------------------ | --------------------------------------------- | --------------------------------------------------------------- |
| Партія регіонів                                         |                                 |                       |                    |                                               |                                                                 |
| 1                                                       | Єфименко Владислав Миколайович  | 04.11.2010            | середня спеціальна | член Партії регіонів                          | Холменське лісництво, майстер лісу                              |
| 3                                                       | Дворецька Наталія Миколаївна    | 04.11.2010            | вища               | член Партії регіонів                          | тимчасово не працює                                             |
| 10                                                      | Кальченко Григорій Васильович   | 04.11.2010            | середня спеціальна | член Партії регіонів                          | тимчасово не працює                                             |
| 11                                                      | Стельмах Любов Олександрівна    | 04.11.2010            | вища               | член Партії регіонів                          | Корюківське управління водного господарства, головний бухгалтер |
| 13                                                      | Зайченко Анатолій Анатолійович  | 04.11.2010            | вища               | член Партії регіонів                          | тимчасово не працює                                             |
| 14                                                      | Тимошенко Петро Петрович        | 04.11.2010            | середня спеціальна | член Партії регіонів                          | тимчасово не працює                                             |
| Політична партія Всеукраїнське об'єднання «Батьківщина» |                                 |                       |                    |                                               |                                                                 |
| 4                                                       | Зайченко Олена Леонідівна       | 04.11.2010            | середня спеціальна | позапартійна                                  | Загребельський фельшерсько-акушерський пункт, фельдшер          |
| 6                                                       | Бєлікова Лідія Петрівна         | 04.11.2010            | середня            | член Всеукраїнського об'єднання «Батьківщина» | Сосницька центральна районна лікарня, реєстратор                |
| 8                                                       | Урода Любов Борисівна           | 15.11.2010            | середня спеціальна | член Всеукраїнського об'єднання «Батьківщина» | Сосницький територіальний центр, соціальний працівник           |
| 9                                                       | Ярмуш Наталія Борисівна         | 15.11.2010            | середня            | позапартійна                                  | Сосницький сільськогосподарський технікум, чергова гуртожитку   |
| 12                                                      | Люміна Світлана Георгіївна      | 04.11.2010            | середня спеціальна | член Всеукраїнського об'єднання «Батьківщина» | приватний підприємець                                           |
| Політична партія «Сильна Україна»                       |                                 |                       |                    |                                               |                                                                 |
| 2                                                       | Лапа Володимир Федорович        | 04.11.2010            | середня            | член Політичної партії «Сильна Україна»       | пенсіонер                                                       |
| Соціалістична партія України                            |                                 |                       |                    |                                               |                                                                 |
| 7                                                       | Сиворакша Наталія Володимирівна | 04.11.2010            | вища               | член Соціалістичної партії України            | Загребельська сільська рада, секретар                           |
| Самовисування                                           |                                 |                       |                    |                                               |                                                                 |
| 5                                                       | Тишина Тетяна Петрівна          | 25.03.2012            | середня спеціальна | позапартійна                                  | Загребельська сільська рада, головний бухгалтер                 |